# Aktorka (film 1971)
Aktorka – polski film fabularny, telewizyjny, dramat obyczajowy z 1971 roku w reżyserii Stanisława Lenartowicza. Scenariusz na podstawie opowiadania Aleksego Tołstoja o tym samym tytule napisał reżyser. Zdjęcia realizowano w okolicach Wrocławia.

## O filmie
Główną bohaterką filmu jest Olga Jazykowa (Anna Ciepielewska) – aktorka, która całkowicie poświęciła się dla kariery, rezygnując z realizowania się w innych dziedzinach życia. Przez wiele lat nie osiągnęła jednak wymarzonego sukcesu, grając niezbyt ambitne role na prowincji. Postanawia naprawić swój dawny błąd i odbudować małżeństwo, które kiedyś zniszczyła. Jednak porzucony niegdyś przez nią mąż znajduje się obecnie na skraju załamania nerwowego i bankructwa. Jest alkoholikiem staczającym się coraz niżej i nie widzi już sensu życia.

## Obsada
- Anna Ciepielewska jako Olga Siemionowna Jazykowa
- Gustaw Lutkiewicz jako Mitia Tiepłow, przyjaciel Jazykowa
- Zdzisław Maklakiewicz jako Mikołaj Jazykow, mąż Olgi
- Zdzisław Kuźniar jako Iljuszka Babin
- Jerzy Janeczek jako Aloszka, pracownik hotelu
- Andrzej Krasicki jako dyrektor teatru
- Eliasz Kuziemski jako pop
- Bruno O’Ya jako „Kasjo”
- Mieczysław Tumidajski(inne języki) jako „Otello”